# Кейнс, Скандар
Алекса́ндр Эми́н Ка́спер (Ска́ндар) Кейнс (англ. Alexander Amin Casper "Skandar" Keynes; род. 5 сентября 1991, Камден, Большой Лондон) — английский политический советник и бывший актёр. Сыграл Эдмунда Певенси в фильмах «Хроники Нарнии: Лев, Колдунья и волшебный шкаф», «Хроники Нарнии: Принц Каспиан» и «Хроники Нарнии: Покоритель зари».

## Биография
Актёр родился в 1991 году. У него есть старшая сестра Сумайя. Его мать — ливанского, иранского и турецкого происхождения, а отец — англичанин, писатель и защитник природы Рэндал Кейнс. Дед Скандара до своей иммиграции в Великобританию был советником тунисского президента, также имел брата Альберта Хоурани, главного историка по ближнему Востоку. Дядя Скандара — профессор Кембриджского университета Саймон Кейнс, дед — физиолог Ричард Кейнс, прадед — физиолог Эдгар Эдриан, лауреат Нобелевской премии 1932 года, а прапрапрадед — Чарльз Дарвин. Скандар наполовину англичанин, на четверть ливанец, на восьмую часть турок и перс.
С 2000 года по 2005 Скандар посещал театральную школу Анны Шер. В 2008 году он окончил частную лондонскую школу для мальчиков, в которой также учился другой английский актёр — Дэниел Рэдклифф.
С детства принимал участие в разнообразных театральных постановках, в 2003 году сыграл в телевизионном фильме «Феррари» молодого Энцо Феррари.
В начале 2004 года режиссёр Эндрю Адамсон утвердил 12-летнего Скандара на роль Эдмунда Пэвенси. Мальчик сыграл одного из главных персонажей в трёх фильмах из циклa «Хроники Нарнии». Несмотря на ошеломительный успех трилогии, Скандар решил не продолжать актёрскую карьеру. В 2014 году он окончил университет и сейчас является советником члена британского парламента Криспина Бланта.

## Фильмография
| Год  |    | Русское название                              | Оригинальное название                                          | Роль                      |
| ---- | -- | --------------------------------------------- | -------------------------------------------------------------- | ------------------------- |
| 2001 | тф | Виктория умерла в 1901 году и всё ещё жива    | Victoria Died in 1901 and Is Still Alive Today                 | Уэйф                      |
| 2003 | тф | Феррари                                       | Ferrari                                                        | восьмилетний Энцо Феррари |
| 2005 | ф  | Хроники Нарнии: Лев, Колдунья и платяной шкаф | The Chronicles of Narnia: The Lion, the Witch and the Wardrobe | Эдмунд Певенси            |
| 2008 | ф  | Хроники Нарнии: Принц Каспиан                 | The Chronicles of Narnia: Prince Caspian                       | Эдмунд Певенси            |
| 2008 | ки | The Chronicles of Narnia: Prince Caspian      | The Chronicles of Narnia: Prince Caspian                       | Эдмунд Певенси            |
| 2010 | ф  | Хроники Нарнии: Покоритель Зари               | The Chronicles of Narnia: The Voyage of the Dawn Treader       | Эдмунд Певенси            |